# Loxoblemmus verschuereni
Loxoblemmus verschuereni är en insektsart som beskrevs av Lucien Chopard 1938. Loxoblemmus verschuereni ingår i släktet Loxoblemmus och familjen syrsor. Inga underarter finns listade i Catalogue of Life.